# Horace de Vere Cole
Horace de Vere Cole (né le 5 mai 1881 à Ballincurrig en Irlande et mort le 25 février 1936 à Paris) est un farceur excentrique et un poète irlandais. Son tour le plus connu reste le canular du Dreadnought datant du 7 février 1910,.

## Exemples de mystifications
Les mystifications organisées par Vere Cole en compagnie de complices ne visaient qu'à ridiculiser les figures d'autorité. Ce genre de blague ne le conduisit jamais en prison, mais seulement à payer de petites amendes.

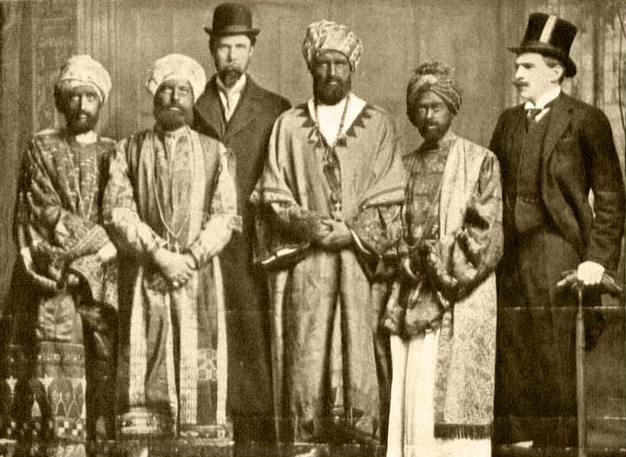
Photographie de l'équipe du canular de Dreadnought avec Horace de Vere Cole à l'extrême droite et Virginia Woolf à l'extrême gauche.

Alors qu'il est encore étudiant à l'université de Cambridge, il se fait passer pour le sultan de Zanzibar — lequel est officiellement en visite à Londres au même moment —, en compagnie de son complice Adrian Stephen.
Du fait de sa ressemblance avec le Premier ministre Ramsay MacDonald, il en profite pour faire passer celui-ci pour un excentrique, semant la confusion dans certaines situations.
Selon une rumeur, il aurait organisé un dîner en n'invitant que des personnes ayant le mot bottom (derrière, fesses) dans leur patronyme.
Il aurait également offert des places de théâtre aux premiers rangs à des vagabonds.
On le suspecte d'être également en partie à l'origine du canular paléontologique de l'homme de Piltdown.

## Référence dans la culture populaire
Horace de Vere Cole est un des principaux personnages mis en scène dans le roman français Les Heures indociles (2018) d'Éric Marchal. Son canular du Dreadnought est raconté dans le chapitre XIII.
Son canular est cité dans l’épisode 5 de la sixième saison de la série britannique Downton Abbey.